# 콜트 디텍티브 스페셜
콜트 디텍티브 스페셜(Colt Detective Special)은 콜트가 생산했던, 카본스틸로 제작된 더블액션 방식의 리볼버 권총이다. Detective는 탐정을 의미한다. 총열의 길이가 2인치로 매우 짧아 스너비라고 부른다. 디텍티브 스페셜이 무거운 강철을 사용하는데 비해, 콜트 코브라는 가벼운 알루미늄을 사용한다.

## 같이 보기
- 콜트 코브라
- 스미스 앤드 웨슨 m36